# Эрви-ле-Шатель
Эрви́-ле-Шате́ль (фр. Ervy-le-Châtel) — коммуна во Франции, находится в регионе Шампань — Арденны. Департамент — Об. Административный центр кантона Эрви-ле-Шатель. Округ коммуны — Труа.
Код INSEE коммуны — 10140.
Коммуна расположена приблизительно в 150 км к юго-востоку от Парижа, в 110 км южнее Шалон-ан-Шампани, в 31 км к юго-западу от Труа.

## Население
| Год  | Численность | Численность |
| ---- | ----------- | ----------- |
| 1968 | 1175        | [ 7 ]       |
| 1975 | 1198        | [ 7 ]       |
| 1982 | 1262        | [ 7 ]       |
| 1990 | 1221        | [ 7 ]       |
| 1999 | 1214        | [ 7 ]       |
| 2006 | 1174        | [ 7 ]       |
| 2011 | 1234        | [ 7 ]       |
| 2013 | 1218        |             |
| 2015 | 1217        | [ 8 ]       |
| 2016 | 1232        | [ 9 ]       |
| 2017 | 1193        | [ 10 ]      |
| 2018 | 1167        | [ 11 ]      |
| 2019 | 1142        | [ 12 ]      |
| 2020 | 1125        | [ 13 ]      |
| 2021 | 1113        | [ 14 ]      |
| 2022 | 1108        | [ 4 ]       |

## Экономика
В 2007 году среди 670 человек в трудоспособном возрасте (15—64 лет) 465 были экономически активными, 205 — неактивными (показатель активности — 69,4 %, в 1999 году было 68,7 %). Из 465 активных работали 391 человек (218 мужчин и 173 женщины), безработных было 74 (30 мужчин и 44 женщины). Среди 205 неактивных 42 человека были учениками или студентами, 100 — пенсионерами, 63 были неактивными по другим причинам.

## Достопримечательности
- Церковь Святого Петра в оковах[фр.] (XV век). Памятник истории с 1914 года[16]
- Крытый рынок (XIX век). Памятник истории с 1947 года[17]
- Средневековые городские ворота Сен-Никола. Памятник истории с 1926 года[18]
- Дендрарий Сент-Антуан[англ.]
- Замок Эрви

## Фотогалерея
- Крытый рынок
- Библиотека
- Деталь украшения дома